# Siddeburen
Siddeburen (Gronings: Sibboern) is een kerkdorp in de gemeente Midden-Groningen, in de Nederlandse provincie Groningen. In 2023 telde het dorp 3.265 inwoners. Het was daarmee qua inwoneraantal het grootste dorp in het gebied van de voormalige gemeente Slochteren.
Siddeburen behoorde vanouds tot de landstreek Duurswold. Van 1811 tot 1826 was Siddeburen de hoofdplaats van een afzonderlijke gemeente, waarna het opging in de gemeente Slochteren, sinds 2018 in Midden-Groningen.
Siddeburen ligt tussen de dorpen Hellum en Wagenborgen. Aan de noordkant liggen Steendam en Tjuchem, die tot de 20e eeuw tot Siddeburen werden gerekend. Aan de zuidkant loopt het Ringmaar (vroeger Siepsloot of Sijpe genoemd), die vanouds de grens vormt tussen Fivelingo en het Oldambt. Deze watergang vormt tevens een taalgrens. Ten zuiden daarvan wordt de Oldambtster variant van het Gronings gesproken, aan de noordkant een variant van het Fivelingoër Gronings.

## Geschiedenis
Vondsten uit de prehistorie tonen aan dat in Siddeburen al ongeveer 4500 jaar geleden mensen geweest zijn en gewoond hebben. In totaal werden in Siddeburen en in de directe omgeving 79 voorwerpen uit de Steentijd gevonden, waarvan veertien binnen een straal van ongeveer 800 meter direct aan de zuidkant van het dorp. Het toponiem Hondswarf of Hanebulten bij Wilderhof verwijst mogelijk naar een verdwenen hunebed.
Siddeburen is - net als het nabijgelegen Wagenborgen - ontstaan in de achtste, negende of tiende eeuw als een randveenontginning. In tegenstelling tot de rest van Duurswold ontbraken in de dorpskern de kilometerslange opstrekkende heerden. In plaats daarvan bevonden zich hier meerdere ontginningsblokken achter elkaar, met een esachtige verkaveling, zoals ook in Wagenborgen. 
Van noord naar zuid vinden we in Siddeburen meerdere landschappelijke zones:
- Tjuchem en De Hole, met de Steendammerpolder
- Weereweg langs de voormalige Borgwatering
- het lage gebied tussen het Afwateringskanaal van Duurswold en de voormalige Molenwijk (nu een aftakking van de Damsterweg), met het Schildland (Ruigsterpolder), het Gaarland en de verdwenen buurtschap De Hole
- de lage zandrug van Akkereinden, Huisweeren of Siddeburen-Noordzijde (nu: Akkereindenweg), met verder oostelijk de Zanden, Oosterweeren en Wilderhof (deze zandrug zet zich door naar Opmeeden, Schaapbulten en Ideweer)
- het hoger gelegen gebied tussen Oudeweg en Hoofdweg (Siddeburen-Zuidzijde); het oostelijke deel wordt ook wel Leentjer genoemd
- het hoger gelegen gebied ten zuiden van de Hoofd- of Nieuweweg, tot aan de voormalige Dwarswatering, met ten oosten daarvan Oostwold
- Siddebuursterveen met de verdwenen buurtschap Veendijk en Eelshuis.

Siddeburen wordt in de 13e-eeuwse kloosterkroniek van Bloemhof te Wittewierum vermeld als Sigerdachurke. Deze Oudfriese naam betekent 'de kerk van Sigerd'. In de 14e eeuw werd de plaats ook wel aangeduid met de naam Syerdeberth (1385), hetgeen 'de buurt van Sierd' betekent. Later komt daarvoor in de plaats de uitgang '- buren'. Parochielijsten vermelden het dorp als Siardeberch (ca. 1475), Sidtburen (1501) en Zydtburen (1559); we vinden het verder als Sydeberch, Sydebert (1412), Sirdeberth, Sijrdeburen (1445), Sydeburen, Sydebuyren (1481), Sydeburen (1579), Siddebuiren (ca. 1660), Siddeburen (1721).
In het centrum van het dorp staat de hervormde kerk van Siddeburen, gebouwd in romaanse stijl en gewijd aan de heilige Bartholoneus. Het oudste gedeelte van deze kerk dateert uit het begin van de dertiende eeuw en is te herkennen aan de grijze tufstenen. Later in de dertiende en misschien begin veertiende eeuw werd de kerk uitgebreid en werden er rode bakstenen gebruikt. 
De buurtschap Oostwold had aanvankelijk een eigen parochiekerk, die omstreeks de vijftiende eeuw is verdwenen. In het begin van de negentiende eeuw zijn aan de Oudeweg de restanten van een grote romanogotische kerk gevonden. Het voormalige dorp bleef ook later een zelfstandig kerspel en had een eigen schooltje aan de Veendijk. Mogelijk heeft de buurtschap Tjuchem eveneens een eigen kerk gehad. 
Siddeburen en Oostwold waren bedekt met hoogveen en hadden vermoedelijk al in de 13e of 14e eeuw te kampen met bodemdaling en wateroverlast. In 1544 werd daarom de Dwarswatering (1606: Dwarssloet) aangelegd, die zijn water via de Schipsloot op het Schildmeer loosde. Hierdoor konden de leege landen of vennen (weilanden) ten zuiden van het dorp beter ontwaterd worden. Helemaal aan de zuidkant van het kerspel lag het hooge veen. Nog ten tijde van de Allerheiligenvloed van 1570 raakte in de omgeving van Siddeburen een veenakker met een huis erop op drift.
In het dorp Siddeburen hebben minstens twee borgen gestaan, namelijk het steenhuis van de familie Ewens (Hoofdweg 91), reeds vermeld in 1558, en het latere Ufkenshuis, dat in 1705 werd gesloopt (Hoofdweg 99). De eerste was mogelijk het steenhuis van de hoofdeling Heylke Johans, dat in 1500 door de stad Groningen werd veroverd. Ook op een omgracht perceel aan de Hoofdweg 191 heeft misschien een steenhuis gestaan. Of Oostwold een of meer steenhuizen heeft gehad, is niet bekend.
Het dorp had verder twee kloostervoorwerken: een voorwerk van Oldenklooster Feldwerd bij Holwierde, dat rond 1600 bestond uit twee boerderijen die vlak bij de beide borgen stonden, en het voorwerk Eelshuis van het klooster Oosterwierum bij Heveskes.
Op het Siddebuursterveen werd in het begin van de 19e eeuw en opnieuw rond 1900 baggerturf gewonnen. De baggerputten werden later drooggelegd met behulp van een tjasker, die omstreeks 1926 is gebouwd en weer is afgebroken omstreeks 1950. Het molentje stond in de buurt van de Zandelaan.

## Buurtschappen
Het kerspel Siddeburen kende vanouds minstens vier buurtgilden: Westerklauw, Uiterbuursterklauw, Mentedaklauw en Ooster- of Hofsterklauw (cluft oostzijdt Sijdebuirster kerkhoff). De naam Menteda verwijst vermoedelijk naar een van de borgen, waarschijnlijk het steenhuis van de familie Ewens. Uiterburen omvatte tevens de Akkereinden ten noordwesten van het dorp en een smalle strook land langs de Woldweg tot Laskwerd. Ook de landerijen aan de overzijde van De Groeve hoorden daar nog bij.
De vier buurtgilden fungeerden tevens als onderdelen van het Woldzijlvest. Oostwold vormde een afzonderlijk kerspel en tevens een eigen zijlvest, het Oostwoldzijlvest. De rechtstoel Siddeburen werd omstreeks 1470 samengevoegd met Oostwold. Men verbond de heerlijke rechten toen aan drie edele heerden: Menteda (ten oosten van het kerkhof) en Doënga, beide in Siddeburen, verder aan de heerd Wysinghe te Oostwold die in het bezit was van de familie Rengers van Scharmer. In de 18e eeuw bestonden er nog twee edele heerden: Ewens en Ufkeshuis, waarvan de rechten eveneens in handen waren geraakt van de familie Rengers op het Huis te Farmsum.
Rond 1700 onderscheidde men volgens de kerkboeken zes of zeven afzonderlijke buurtschappen:
- De Akkereinden (het noordwestelijke deel van Siddeburen), ook wel Uiterburen genoemd, met deel van Laskwerd en Buxzijl,
- Siddeburen-noordzijde, sinds ca. 1850 Huisweeren genoemd, met het streekje Gaarland (1821)
- Siddeburen-zuidzijde (met het Loegh?)
- De Zanden (Wester- en Oosterzanden) en de Oudeweg, met Wilderhof (1476), Leentjer (1711) en Oosterweeren (1788).
- Nieuweweg of Oostwoldjerweg (nu Hoofdweg)

- 't Veen, Veendijk en Oostwold, met Eelshuis (1476)
- Tjuchem (Wester- en Oostertjuchem) De Hole (1555), Steendam (1772) en Weereweg (1778)

Bij de invoering van het kadaster rond 1832 werden deze buurten samengevoegd tot de secties Akker-Einden, Huisweren, Siddeburen, Tjuchem, de Zannen, Oosterweren (met De Hole en Wilderhof) en Oostwoud. 
Tjuchem en het nabijgelegen Steendam ontwikkelden zich in de 19e eeuw tot zelfstandige dorpen.

## Waterstaat
Op het grondgebied van Siddeburen waren sinds de middeleeuwen twee waterschappen actief, het Woldzijlvest en het Oostwoldzijlvest. Beide gingen in 1871 op in het waterschap Duurswold (derde onderdeel), dat op zijn beurt in 1987 in het Eemszijlvest, en in 2000 grotendeels in Hunze en Aa's werd opgenomen. Het waterschapshuis van Duurswold stond in Siddeburen.
De streekjes rond Siddeburen gaven later hun naam aan een handvol waterschappen en molenpolders. Dat zijn chronologisch: de Groote en Kleine Oostwolderpolder (1787), Loegsterpolder (1800), (Wester) Tjuchemerpolder (1803), Noorder- (1801) en Zuiderpolder in de Oosterweeren (1807), Ooster Tjuchemer- of Zanderpolder (1806), Osseweiderpolder (1807),  Ruigsterpolder (voor 1816), Veensterpolder (1818) en Holepolder (1854); verder het wegwaterschap Geerland (1951). Door fusies en splitsingen ontstonden de Noordelijke en Zuidelijke Siddebuursterpolder (1879), Steendammerpolder (1889), Veentjerpolder (1923), Holepolder (1965) en Huisweersterpolder (1966).
Aan de noordkant van Siddeburen – aan weerszijden van de Woldweg – bevonden zich twee of drie meertjes of meerstallen, Dellen genoemd, die in 1765 werden gekarteerd door Theodorus Beckeringh. Ze werden rond 1800 drooggelegd.
Van deze kleinschalige molenpolders en hun watergangen is in het huidige agrarische landschap nog maar weinig te herkennen. Ten gevolge van de Ruilverkaveling Slochteren (vanaf 1972) ging het hele gebied op de schop. De belangrijkste watergangen zijn nu Dwarswatering, Kraaijersmaar, Munnikesloot, Vennesloot, Weersloot en Woldsloot, die via het gemaal Wold en Weer uit 1970 uitmonden in het Afwateringskanaal van Duurswold. Het Holemaar loost zijn water via het gemaal Amsweer. Halverwege de Woldsloot staat het gemaal 't Veen (1985), dat het water van Hellum en Schildwolde afvoert. Aan de noordkant van het Afwateringskanaal loopt de Borgwatering, die via het gemaal Laskwerd (1980) te Steendam uitstroomt op het Schildmeer. 
Verdwenen zijn onder andere Bolhamstersloot, Dijksloot, Gaarmaar, Kaaijensloot, Schipsloot, Siljesloot, Smalle Veensloot, Splitmaar en Tjuchemermaar (= Dijksloot).

## Kerken
De hervormde kerk (Hoofdweg 124) dateert uit de tijd rond 1200 en was oorspronkelijk een katholieke kerk. In Tjuchem verrees in 1928 een evangelisatiegebouw dat vanuit Siddeburen werd bediend.
De hervormde gemeente van Siddeburen, Steendam en Tjuchem was sinds de 19e eeuw vrijzinnig en na de Tweede Wereldoorlog gematigd orthodox (Barthiaans) met als predikant G.L.I. Stockmann. In 1981 beriep men echter samen met Wagenborgen de conservatieve predikant Gerrit de Fijter, die lid was van de Gereformeerde Bond. Sindsdien volgt de gemeente een behoudende koers. De samenwerking met Wagenborgen kwam in 1999 tot een einde, waarna men weer zelfstandig verder ging. Aan het Samen Op Weg-proces met gereformeerden en lutheranen heeft men niet deel genomen. De gemeente maakt wel deel uit van de Protestantse Kerk in Nederland (PKN) en is samen met andere behoudende gemeenten aangesloten bij de Modaliteitsring Ommelanden. Het gebouw werd sinds 1964 tevens ter beschikking gesteld voor diensten van de Vereniging van Vrijzinnig Protestanten. Toen deze echter tegen de afspraken in een vrouwelijke predikant lieten voorgaan, werd de samenwerking in 2011 verbroken.
Het kerkgebouw van de Protestantse Gemeente Siddeburen (Oudeweg 68) is gebouwd als gereformeerde kerk. Het is neo-romaanse kruiskerk uit 1912, die in de plaats kwam van een eenvoudig zaalkerkje uit 1856. Het kerkgebouw heeft vrijwel dezelfde opzet als de (later gebouwde) vrijgemaakte kerk in Schildwolde.
De Christelijke Afgescheiden Gemeente van Siddeburen maakte aanvankelijk deel uit van de gemeente van Schildwolde, maar werd in 1857 zelfstandig. De pastorie dateert uit 1928. In 1936 kwam het gebouw ‘Rehoboth’ achter de kerk tot stand. De Vrijmaking van 1944 had in Siddeburen, in tegenstelling tot de buurdorpen, weinig gevolgen. Sinds 2014 noemt men zich Protestantse Gemeente, om te benadrukken dat men deel uitmaakt van de PKN.
Het dorp heeft verder een baptistengemeente met een kerkgebouw uit 1930 (Singellaan 7). Het gebouw staat sinds 2021 te koop.

## Scholen
Siddeburen heeft voor basisonderwijs een openbare school De Springplank en een Christelijke school De Zonnewijzer, ontstaan in 1902 op het terrein van het vroegere veerhuis dat door de familie Van der Hoop van Slochteren ter beschikking werd gesteld. Beide scholen delen sinds 2022 een gebouw. Het dorp heeft voor voortgezet onderwijs de Rutger Kopland School, onderdeel van VO Eemsdelta. Deze school is ontstaan uit een bijzondere neutrale ulo-school, gesticht in 1921.

## Bijzonder in Siddeburen
- Siddebuurster Bok. Dit is een standbeeld van een bok dat verwijst naar het Trijntje-Fop-gedicht van Kees Stip (1913-2001), waarvan de beginregels luiden: 
In Siddeburen was een bok
die machtsverhief en worteltrok.[16]
- Schanspop
- Bokpop
- Kloksmeer Siddeburen
- Licht- en Klankweek
- Natuurloop Siddeburen
- Kermis (september & oktober)
- jeugdhonk De Schans
- Motorcross Siddeburen

## Geboren
- Jan Benninga (1894-1970), architect en wegenbouwer
- Reind Brouwer (1910-1983), romanschrijver

## Trivia
- Van 1929 tot 1941 had Siddeburen een eigen spoorwegstation - Station Siddeburen genoemd - aan het Woldjerspoor dat van de stad Groningen naar Delfzijl liep. Er waren stopplaatsen aan de Zandelaan en de Leentjerweg.
- De historische vereniging voor de dorpen Hellum, Siddeburen, Steendam en Tjuchem geeft sinds 2001 een eigen blad onder de titel Bie 't Schild uit.